# Département de Libertad
Le département de Libertad est une des 25 subdivisions de la province du Chaco, en Argentine. Son chef-lieu est la ville de Puerto Tirol.
Le département a une superficie de 1 088 km2. Sa population s'élevait à 10 822 habitants au recensement de 2001.

## Communes
Les communes du département de Libertad sont :

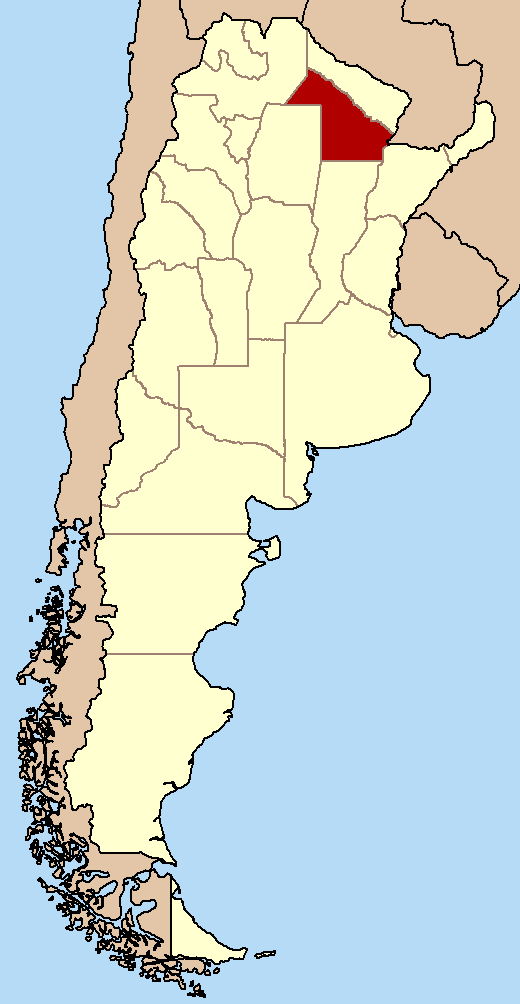
Localisation de la province du Chaco en Argentine.

- Colonia Popular ;
- Fortin Cardoso ;
- General Obligado ;
- Laguna Blanca ;
- Puerto Tirol (chef-lieu).